# توني براون (ملحن)
توني براون (بالإنجليزية: Tony Brown)‏ هو عازف بيانو ومنتج أسطوانات وملحن أمريكي، ولد في 11 ديسمبر 1946 في غرينزبورو في الولايات المتحدة.

## وصلات خارجية
- توني براون على موقع IMDb (الإنجليزية)
- توني براون على موقع ميوزك برينز (الإنجليزية)
- توني براون على موقع أول ميوزيك (الإنجليزية)
- توني براون على موقع أول ميوزيك (الإنجليزية)
- توني براون على موقع ديسكوغز (الإنجليزية)
- توني براون على موقع قاعدة بيانات الفيلم (الإنجليزية)